# Forteresse de Skande
La forteresse de Skande (en géorgien : სკანდის ციხე) est une forteresse géorgienne située sur le côté nord du village de Skande dans la municipalité de Terdjola (Iméréthie), sur une haute montagne inaccessible. La hauteur du château est de 120 mètres et est bordée par la gorge de Beristskaro au sud et un petit ruisseau appelé Gouramghele au nord.

## Histoire

### Moyen Âge
Les sources historiques et les analyses archéologiques faites sur la forteresse de Skande fournissent une date de construction autour du IVe siècle, ce qui en fait l'une des citadelles les plus importantes de l'ancienne Egrissi. Procope de Césarée a écrit au VIe siècle la première mention écrite de Skanda : 
« Il y a deux forteresses lazes à la frontière de l'Ibérie, Skanda et Sarapanis. Ils sont situés dans des endroits difficiles et il est impossible de les atteindre à pied. »
L'importance du château a augmenté vers le VIe siècle lors de l'intensification des guerres byzantino-perses dans la région. L'administration byzantine a fortifié toute la région pour empêcher une avance perse et Constantinople envoye des troupes pour occuper les forteresses de Skande et Chorapani, mettant en valeur l'importance stratégique de la ville connue par le gouvernement byzantin.
Avec la défaite de la rébellion du roi Gourguen contre la Perse en 523, lui et sa famille doivent se réfugier vers l'ouest en Egrissi, où ils sont poursuivis par l'armée perse. Au cours de la poursuite, les Perses capturent Skande et Chorapani entre 523 et 532 et une éventuelle tentative du roi Tsaté Ier d'Egrissi pour les reprendre échoue.
Skande est revenu aux mains byzantines en 532 après la signature de la trêve éternelle entre Justinien Ier et Khosro Ier, mais Constantinople décide de la détruire, ainsi que d'autres forteresses régionales, pour empêcher de futures revendications perses. Cette paix ne durera pas longtemps et en 551, la Perse reprend et reconstruit Skanda, la conservant encore 25 ans.
Aux VIIe et VIIIe siècles, la forteresse de Skande a continué à jouer un rôle stratégique important, se situant sur diverses routes commerciales entre l'est et l'ouest de la Géorgie. Elle perd cependant son importance après l'unification de la Géorgie au début du XIe siècle, même si la forteresse continue d'exister. Nous savons peu de choses sur Skande par la suite, bien qu'elle ait été reconstruite par le roi Alexandre Ier au XVe siècle après sa destruction lors des invasions de Tamerlan.

### Géorgie divisée
Avec la division du royaume de Géorgie à la fin du XVe siècle, la forteresse de Skande devient la résidence d'été du roi Bagrat VI de Géorgie occidentale, qui la transforme en palais royal. Skande devient l'une des structures militaires les plus importantes de la Géorgie occidentale, le sort du royaume d'Iméréthie étant directement lié à son propriétaire.
Le marchand et voyageur italien Ambrose Contarini a écrit pendant son temps comme ambassadeur vénitien en Perse (1474-1477) une description de la forteresse après avoir passé quelque temps dans la ville.
Au début des années 1580, pendant la guerre dynastique qui suit la mort du roi Georges II d'Iméréthie en 1583, son jeune fils Levan s'empare de plusieurs forteresses, dont Skande, et les entretient avec l'aide du prince Mamia de Mingrélie. En 1590, après la déposition de Levan et l'asencsion de l'illégitime Rostom sur le trône imérétien, le roi Simon Ier de Karthli envahit le royaume et occupe plusieurs forteresses, dont Skande.
Au XVIIe siècle, la forteresse de Skande conserve son statut d'un des bastions les plus fiables d'Iméréthie, mais est confrontée à des ravages répétés par le prince Levan II de Mingrélie pendant sa guerre contre le gouvernement central. En 1646, Levan II incendie toute la forteresse et son palais royal. En 1650, le roi Alexandre III d'Iméréthie la reconstruit et rétablit son statut de résidence d'été pour la famille royale. C'est après les rénovations de 1650 que les diplomates russes Alexeï Yevlev et Nikifor Tolchanov l'ont appelé l'une des structures militaires les plus fortifiées du Caucase.
Skande est la résidence du roi Teïmouraz Ier de Kakhétie au milieu du XVIIe siècle après avoir été déposé par Rostom Khan en 1633 puis vaincu une fois de plus en 1648. Au XVIIIe siècle, l'historien Vakhoucht Bagration a écrit sur le palais royal de Skande.
Sous le règne du roi imérétien Salomon Ier (1752-1784), Skande retrouve une importance stratégique majeure après avoir été rénovée. C'est en capturant Skande que Salomon regagne le trône en 1765 après avoir été déposé pendant trois ans. Skande deviendra finalement une résidence pour les diplomates étrangers en poste dans la région.
Dans les années 1770, l'explorateur allemand Johann Guldenstedt mentionne Skande comme étant abandonnée. Dans les années 1830, Dubois de Montparnasse, qui visite la région après son annexion par l'empire russe, ne mentionne qu'une tour et une église comme vestiges de l'ancienne forteresse stratégique. Ce sont les mêmes ruines qui existent aujourd'hui.

## Aujourd'hui
Sa superficie totalise 7 000 m2 et sa hauteur atteint 120 m. Les mieux conservés sont la façade orientale d'un palais royal et les murs d'une église qui contient une inscription géorgienne. Le monument a été étudié archéologiquement en 1949 et 1995. La plupart des matériaux découverts datent de la fin du Moyen Âge. Les premières structures de la forteresse ont été datées par le chercheur de Skanda, Lekvinadze, au IVe siècle. Le complexe de Skanda est inscrit par le gouvernement de Géorgie sur le registre des monuments immobiliers d'importance nationale.